# مسجد خير الدين بربروس
مسجد خير الدين بربروس يقع في منطقة ليفينت التابعة لمنطقة بشكتاش، في الجانب الأوروبي من مدينة إسطنبول التركية، سمي المسجد نسبة الى قائد البحرية العثمانية خير الدين بربروس.

## البنيان والمرافق
بني بطراز معماري عثماني فريد على شكل مسجد السليمانية الذي بناه المهندس سنان وعلى مساحة إجمالية تبلغ 18 ألف متر مربع،تبلغ مساحة القسم المغلق منه 7 آلاف متر مربع، ويتسع لـ 20 ألف مُصل، ترتفع حوله 4 مآذن، ويبلغ قطر قبته 25 مترا والتي صممت بما يشبه دفة السفينة، استغرق تشييد المسجد عامين و10 أشهر، تم صنع محراب المسجد البالغ ارتفاعه 16 متراً، من خلال دمج 80 ألف قطعة من السيراميك، وصنع القبة والزجاج بطريقة معمارية فريدة من نوعها.